# Paragorgopis stheno
Paragorgopis stheno är en tvåvingeart som beskrevs av Kameneva 2004. Paragorgopis stheno ingår i släktet Paragorgopis och familjen fläckflugor.
Artens utbredningsområde är Costa Rica. Inga underarter finns listade i Catalogue of Life.